# Futbol'nyj Klub Angušt Nazran'
Il Futbol'nyj Klub Angušt Nazran' (in russo Футбольный клуб Ангушт Назрань?, traslitterazione anglosassone FC Angusht Nazran) è una società calcistica russa della città inguscia di Nazran'. Nel 2006 essa ha militato nella serie cadetta del Campionato russo di calcio.

## Storia
La squadra è stata fondata nel 1993 con il nome di Ingušetija Nazran'  e fece il suo esordio nel calcio professionistico nella Tret'ja Liga (quarta serie russa) nel 1994.
Nel 1995 il club fu rinominato Angušt e terminò il campionato classificandosi al secondo posto, guadagnandosi la promozione nella Vtoraja Liga (la terza serie russa).
L'Angusht si classificò secondo nel 1998 e terzo nel 2000, nel 2005 riuscì a vincere il girone Sud della Vtoroj divizion (nome in cui era stata trasformata la Vtoraja Liga) e si garantì un'altra promozione.
L'Angušt Nazran', nel 2006, ha partecipato quindi per la prima volta al campionato di seconda serie terminando ultimo tra le 22 squadre partecipanti; al termine della stagione l'Angušt è andato in bancarotta.
È stato rifondato come FK Nazran' (immediatamente dopo FK Ongušt Nazran' ) ed è entrato nella Lega Calcistica dei Dilettanti. Dal 2009 ha riassunto il nome di Angušt ed è stato riammesso ai campionati professionistici.
Dopo quattro anni in Vtoroj divizion l'Angušt ha vinto nuovamente il Girone Sud, guadagnandosi l'accesso in PFN Ligi, seconda serie del calcio russo.
L'avventura in seconda serie fu comunque brevissima, dato che la retrocessione arrivò immediatamente a causa del diciannovesimo posto finale.

## Palmarès

### Campionati nazionali
- Pervenstvo Professional'noj Futbol'noj Ligi: 2

2005 (Girone Sud), 2012-2013 (Girone Sud)

## Statistiche e record

### Partecipazione ai campionati
| Livello | Categoria       | Partecipazioni | Debutto   | Ultima stagione | Totale |
| ------- | --------------- | -------------- | --------- | --------------- | ------ |
| 2º      | Pervyj divizion | 1              | 2006      | 2006            | 2      |
| 2º      | PFN Ligi        | 1              | 2013-2014 | 2013-2014       | 2      |
| 3º      | Vtoraja Liga    | 2              | 1996      | 1997            | 19     |
| 3º      | Vtoroj divizion | 12             | 1998      | 2012-2013       | 19     |
| 3º      | PPF Ligi        | 5              | 2014-2015 | 2018-2019       | 19     |
| 4º      | Tret'ja Liga    | 2              | 1994      | 1995            | 2      |